# 1946年—1947年苏联饥荒
1946年-1947年苏联饥荒是苏联历史上最后一次大规模饥荒。

## 历史
此次饥荒开始于1946年7月，于1947年2月至8月达到顶峰，原因是因為碰上了過度開發導致的乾旱，同時蘇聯因為支援戰爭的損失，以及為了歐洲重建的政治目的而超收糧食而導致。尽管1948年仍有死亡出现，不过此时饥荒强度已经大为减小。此次饥荒据称导致了一百万至一百五十万人的死亡，不过也有历史学家称此次饥荒导致了几十万人的死亡。史達林的治理遭受了很多批判，所以他後來又積極在蘇聯展開了環境保護運動，提出了史達林的自然改造大计划，此後則再也沒有飢荒。

## 扩展阅读
- Stephen G. Wheatcroft，2009-04，《The Soviet Famine of 1946-47 in Global and Historical Perspective》，Springer。連結:https://www.tandfonline.com/doi/abs/10.1080/09668136.2012.691725 （页面存档备份，存于）